# Никола Живков
 Тази статия е за просветния деец.  За архитекта вижте Никола Живков (архитект).  
Никола Атанасов Живков е български просветен деец, основател на първата детска градина в страната, автор на „Шуми Марица“, национален химн от 1886 до 1944 година.

## Биография
Живков е роден в 1847 година в Търново. Брат е на политика Георги Живков, на социалистическата активистка Вела Благоева и на Роза Пискюлиева, съпруга на известния лекар и кмет на Варна Ангел Пискюлиев. От 1861 до 1867 година учи в родния си град при Никола Михайловски, Петко Славейков и други. По-късно от 1867 до 1869 година учи педагогика и математика при американската мисия в Русе. Работи в книжарницата на Христо Г. Данов и пътува много из българските земи, като публикува впечатленията си във вестник „Право“. От 1872 до 1873 година е пълномощник на Българската екзархия и Българското читалище в Цариград да подпомага откриването на читалища из българските земи и да разпространява списание „Читалище“.
Живков учителства във Велес, Варна, Берковица, Севлиево, Тулча и Свищов в продължение на 12 години. Участва в редактирането на първия брой на вестник „Нова България“ на Христо Ботев. В същата 1876 година създава и песента „Шуми Марица“. Участва в Сръбско-турската война и Руско-турската война. В 1878 година издава „Гусла с песни, кн.1“.
След 1878 година е училищен инспектор във Видин, Свищов, Русе и Варна. В 1882 година отваря в Свищов първата детска градина в България.
Живков е автор на учебници – „Тайната сила – природата...“ (1880) „Детинска мъдрост... Ч.1“ (1887), драми и комедии – „Ильо войвода“ (1880), „Светулка“ (1880). Редактира хумористичните вестници „Комар“ (1871, Браила и 1884 – 95, Русе), „Комар. Бън-бън-бън – чорбаджиите навън“ (1881) и „Телеграф“. Пише в списание „Училище“ и други. Съдружник и главен търговски агент в предприятие за доставка на учебни материали, вестници и книжнина.
Живков участва в македоно-одринското освободително движение. Участва в Кресненско разложкото въстание и е началник на първа конна част. В началото на 1880 година в Русе заедно с Васил Диамандиев и Иван Георгов участва в основаването на Българомакедонската лига. По-късно Живков напуска Лигата поради разногласия с някои от другите членове. В същата 1880 година в Русе започва да издава вестник „Македонец“ (1880 – 1895 с прекъсвания), който е първият вестник в България, започнал да се занимава специално с македонските работи след Освобождението.